# Milan Belegišanin
Milan Belegišanin (Novi Sad, 1956), pozorišni i filmski režiser i književnik.
Na Odseku jugoslovenske književnosti Filozofskog fakulteta u Novom Sadu apsolvirao je 1978. godine, a 1980. je diplomirao na novosadskoj Akademiji umetnosti (Odsek pozorišna, filmska i televizijska režija).

## Pozorište
Režirao je u pozorištima Novog Sada, Skoplja, Prilepa, Sarajeva... Savezna i republička priznanja dobio je za predstave "Juda Iskariotski", "Kuća na granici", "Sledeći za raj".
Značajnije predstave:
- Tomas Man: "Mario i mađioničar"'
- Leonid Andrejev: "Juda Iskariotski" (nagrada Malih i eksperimentalnih scena u Sarajevu, 1981)
- Bertold Breht: "Bal"
- Marek Hlasko: "Sledeći za raj"
- Oskar Vajld: "Saloma"
- Slavomir Mrožek: "Kuća na granici" (najbolja predstava 36. susreta vojvođanskih pozorišta u Zrenjaninu i najbolja režija, 1986)
- Viljem Šekspir: "Magbet"
- Oskar Vajld: "Srećni princ"
- Judžin O’ Nil: "Dugo putovanje u noć"
- Danilo Kiš: "Grobnica za Borisa Davidoviča"
- Mikloš Hubai: „Rimski karneval“
- Kornelije Kovač i Robert Lenart: „Jesenjin“

## Film
Na Festivalu kratkog metra u Beogradu (martovskom festivalu dokumentarnog i kratkometražnog filma) dobio je nekoliko nagrada:
- 39. festival - dokumentarni. film "Krik" (zlatna medalja za režiju i nagrada Ministarstva za kulturu za najbolji scenario)
- 40. festival - dokumentarni film "Šaputanje života" (srebrna medalja za režiju, nagrada "TV- novosti", nagrada "Umetnik-umetniku")
- 51. festival - "Sva Gojkova blaga" (velika zlatna medalja za najbolji dokumentarni film u trajanju preko 30 minuta)
- 55. festival –  „ Lasta“: zlatna plaketa za najbolji dokumentarni film;
- Nagrada Udruženja filmskih umetnika Srbije „Jovica Aćin“; Nagrada Fondacije filmskih kritičara FIPRESCI Srbija;
- 1. Festival „Bdenje duše“ u Sremskim Karlovcima – „Lasta“: nagrada za najbolji film
- Filmski festival u Minsku 2009.godnine -  „Lasta“: nagrada publike za najbolji film
- Festival autorskog filma u bioskopu ART SINEMA u Vašingtonu  2009. i 2019. – film „Lasta“ je otvorio festival
- Kulturni centar „Miloš Crnjanski“, Novi Sad – film „Vilenjak“: nagrada Medijakult za 2022.godinu

## Književnost
Objavio je 12 knjiga proze:
- "Kamen u žitu : zamkovi i dvorci Vojvodine : ilustrovane priče i legende", 1993.
- "Svetonikoljska noć", 1994.
- Horg, 1997.
- "Krila", 1999.
- "Okamenjene molitve", 2001. ( knjiga je bila u širem izboru NIN-ovog žirija za roman godine)
- „Čuvar izvora“, 2009.g.
- „Lina Šaš“, 2010.g.
- „Zmaj“, 2012.g.
- „Šesti red“, 2014.g.
- „Soba na obali“, 2019.g.
- „Čovečuljak u krošnji“, 2020.g.
- „Osmeh i ostala čuda“, 2023.g. (nagrada KAROLJ SIRMAI)

## Ostale nagrade
Nagrada „Slavuj Hadžić“, 2008.g. koja se dodeljuje najznačajnijim televizijskim autorima u Vojvodini, za celokupan autorski opus.
Oktobarska nagrada opštine Beočin, 2014.g, za rediteljski i književni rad.
Nagrada „Petar Lalović“, 2020.g. za naročit doprinos u podizanju svesti o ekologiji na filmu.